# 桂家残月楼
桂家 残月楼（かつらや ざんげつろう、1890年7月30日 - 昭和極初期没）は、落語家・講釈師。本名: 増田繁太郎。亭号ははっきりしていないが桂家と推測される。
母は日本橋の芸者で後に浮世節で新柳小歌を名乗り寄席の高座に出ていた、父は当時人気歌舞伎役者の5代目市川新蔵、義理の父は上方の7代目桂文治の門下の菊水（後の桂家残月）。
母は新蔵早死後に上方で残月と結婚した。
明治30年代末に義理の父の元で昇龍斎？錦水を名乗る。1911年？に2代目桃川如燕（3代目麗々亭柳橋の次男）の門下で如水、桃川燕国を経て1917年、8年頃に再度、父の門下で桂家？小残月と改名し、1921年頃に桂家？残月楼となった。新講談を演じていたようで6代目三遊亭圓生よると『まことにおとなしい人で、講談の修行はちゃんとしたんでしょうけれども、おとっつァンがやっていたように、たって、テーブルも何も置かず、その当時の宮様のお話といったようなものを演りました。（省略）病身で、あまり長生きをしず、昭和の初めごろでしょうか、四十代ぐらいで亡くなりました。』とある。落語芸術協会の顔付は1931年まで確認できるがそれ以降不明。